# David Moyes
David William Moyes (født 25. april 1963) er en skotsk fodboldtræner, og tidligere fodboldspiller, som er træner for Premier League-klubben Everton.

## Spillerkarriere
Moyes spillede i sin karriere som forsvarsspiller, og begyndte sin professionelle karriere med Celtic i 1980. Han var i 1981-82 sæsonen med til at vinde det skotske mesterskab, og spillede for klubben frem til 1983. Han spillede herefter Cambridge United, Bristol City og Shrewsbury Town i de lavere engelske rækker. Han vendte tilbage til Skotland i 1990, da han skiftede til Dunfermline Athletic og i 1993 til Hamilton. Han skiftede i 1993 til Preston North End, og tilbragte resten af sin karriere med klubben.

## Trænerkarriere

### Preston North End
Moyes havde i løbet af sine sidste år af sin spillerkarriere allerede begyndt sin trænerkarriere, da han havde taget rollen som spillede assistenttræner hos Preston. Han fik chancen som cheftræner i januar 1998, da klubben fyrede Gary Peters. Det lykkedes Moyes at sikre overlevelse i sæsonen, og året efter i 1998-99 sæsonen vandt Preston Division Two, og rykkede op i den næstbedste række Division One.
Preston fortsatte de god resultater over de næste sæsoner, og i 2000-01 sæsonen kvalificerede holdet sig til playoff-finalen om oprykning til Premier League, med tabte her til Bolton.

### Everton
Moyes blev i marts 2002 hyret som cheftræner hos Premier League-klubben Everton. Hans første hele sæson med klubben var en succes, da han ledte dem til at slutte på syvendepladsen. Hans anden sæson, 2003-04 sæsonen, var dog absolut ikke god, da Everton sluttede med bare 39 point, det lavest antal i klubbens historie, og overlevede kun lige akkurat nedrykning.
Det lykkedes Moyes at vende resultaterne i 2004-05 sæsonen, og ledte Everton til at slutte på fjerdepladsen, og klubben opnåede som resultat kvalifikation til UEFA Champions League. Efter en skuffende 11. plads i 2005-06 sæsonen, så lykkedes det Moyes at bygge et af de mest stabile hold i England, da Everton sluttede mellem ottende- og femtepladsen i de næste otte sæsoner i streg. Moyes fortsatte som træner for klubben frem til 2013, hvor at Everton meddelte, at Moyes stoppede ved sæsonens udgang efter 11 år som træner.

### Manchester United
Det blev i maj 2013 annonceret, at Moyes ville afløse Alex Ferguson som træner for Manchester United i juni af samme år. Moyes blev personligt valgt af Ferguson som sin efterfølger, og ved hans ansættelse blev et banner med teksten 'The Chosen One' hængt på Old Trafford. United sejrede i Moyes debutkamp, en 2-0 sejr over Wigan Athletic i Community Shield den 11. august. Hans debutsæson med United var dog ikke en succes, og i april 2014 efter bare 10 måneder som træner blev han fyret af klubben.

### Real Sociedad
Moyes blev i november 2014 hyret af spanske Real Sociedad, og forlod hermed for første gang i sin karriere Storbritannien. Han holdte jobbet i et år før han blev fyret i november 2015 efter en dårlig start på sæsonen.

### Sunderland
Moyes blev i juli 2016 hyret af Sunderland. Hans ene sæson med klubben var ikke en succes, da de led nedrykning fra Premier League. I maj 2017 sagde han som resultat op.

### West Ham United

#### 2017-18
Moyes blev i november 2017 hyret af West Ham United da klubben lå i nedrykningszonen på tidspunktet. Han ledte klubben til overlevelse i sæsonen, men ved sæsonens udgang blev det annonceret, at han ikke ville få forlænget sin kontrakt med klubben.

#### 2019-2024
I december 2019 blev igen hyret af West Ham, med klubben på 17. pladsen, et enkelt point over nedrykningspladserne. Han ledte igen klubben til overlevelse, og havde herefter stor succes i sin første hele sæson med klubben, da han i 2020-21 sæsonen ledte West Ham til at slutte på sjettepladsen. Denne gode form fortsatte ind i 2021-22 sæsonen, hvor at West Ham sluttede på syvendepladsen.
I 2022-23 sæsonen sluttede West Ham på 14. pladsen i ligaen. På trods af dette, så endte sæsonen med at være en stor succes, da West Ham vandt UEFA Conference League, klubbens første trofæ i mere end 40 år, og deres første europæiske trofæ nogensinde. Han fortsatte en sæson mere med klubben, og forlod ved udgangen af 2023-24 sæsonen.

### Everton retur
Moyes vendte i januar 2025 tilbage til Everton da han erstattede Sean Dyche som var blevet fyret få dage før. Han vendte hermed tilbage til klubben 11,5 år efter han forlod.